# Isosaari (ö i Finland, Birkaland, Nordvästra Birkaland, lat 62,11, long 23,07)
Isosaari är en ö i Finland. Den ligger i sjön Linnanjärvi och i kommunen Parkano i den ekonomiska regionen  Nordvästra Birkalands ekonomiska region  och landskapet Birkaland, i den sydvästra delen av landet, 240 km norr om huvudstaden Helsingfors. Öns area är 4 hektar och dess största längd är 0,5 kilometer i nord-sydlig riktning.